# La Riera de Gaià
La Riera de Gaià è un comune spagnolo situato nella comunità autonoma della Catalogna.